# Associazione Calcio Treviso 1971-1972
Questa voce raccoglie le informazioni riguardanti l'Associazione Calcio Treviso nelle competizioni ufficiali della stagione 1971-1972.

## Rosa
| N. |                   | Ruolo | Calciatore          |
| -- | ----------------- | ----- | ------------------- |
|    | Italia (bandiera) | C     | Enrico Alberti      |
|    | Italia (bandiera) | A     | Giorgio Barbieri    |
|    | Italia (bandiera) | C     | Giorgio Belligrandi |
|    | Italia (bandiera) |       | Bettega             |
|    | Italia (bandiera) | C     | Braghetto           |
|    | Italia (bandiera) | D     | Giampaolo Catellani |
|    | Italia (bandiera) | C     | Silvano Colusso     |
|    | Italia (bandiera) | A     | Danilo Davanzo      |
|    | Italia (bandiera) | C     | Giuseppe Ferroni    |
|    | Italia (bandiera) | D     | Walter Frandoli     |
|    | Italia (bandiera) | P     | Paolo Galli         |
|    | Italia (bandiera) | C     | Claudio Lanciaprima |
|    | Italia (bandiera) | C     | Angelo Mazzon       |

| N. |                   | Ruolo | Calciatore            |  |
| -- | ----------------- | ----- | --------------------- |  |
|    | Italia (bandiera) | C     | Carlo Osellame        |  |
|    | Italia (bandiera) | C     | Francesco Paladin     |  |
|    | Italia (bandiera) | D     | Tullio Palù           |  |
|    | Italia (bandiera) | C     | Giancarlo Pasqualotto |  |
|    | Italia (bandiera) | A     | Enrico Perego         |  |
|    | Italia (bandiera) | C     | Cleto Principe        |  |
|    | Italia (bandiera) | A     | Corrado Semenzin      |  |
|    | Italia (bandiera) | D     | Alessandro Sirena     |  |
|    | Italia (bandiera) | P     | Gianni Storto         |  |
|    | Italia (bandiera) | C     | Gianfranco Trombini   |  |
|    | Italia (bandiera) | A     | Valentino Villanova   |  |
|    | Italia (bandiera) |       | Zanardo               |  |